# Droga wojewódzka nr 430
Droga wojewódzka nr 430 (DW430) – droga wojewódzka klasy G w środkowej części woj. wielkopolskiego o długości 17 km. Droga przebiega przez powiat poznański (gminy: Mosina, Puszczykowo, Komorniki, Luboń) i miasto Poznań.

## Historia numeracji
Obecny numer droga otrzymała w grudniu 1985 roku. Nieznane jest wcześniejsze oznaczenie; na wydawanych w PRL mapach i atlasach samochodowych arterię oznaczano jako drogę inną lub drogę drugorzędną.
W latach 1985–1998 miała kategorię drogi krajowej.

## Dopuszczalny nacisk na oś
Od 13 marca 2021 roku na całej długości drogi dozwolony jest ruch pojazdów o nacisku pojedynczej osi do 11,5 tony z wyjątkiem określonych miejsc oznaczonych znakiem zakazu B-19.

### Do 13 marca 2021 r.
Poprzednio na całej długości drogi wojewódzkiej nr 430 dopuszczalny był ruch pojazdów o nacisku pojedynczej osi do 10 ton.

## Miejscowości leżące przy trasie DW430
- Mosina (DW431)
- Puszczykowo
- Łęczyca
- Luboń
- Poznań (A2, DK5, DK11, DW196[8], DW433[8])